# Občianska konzervatívna strana
Občianska konzervatívna strana (zkratka OKS, česky Občanská konzervativní strana) je středopravicová politická strana působící na Slovensku od roku 2001. Stranu založili bývalí členové Demokratické strany. Předsedou strany je Ondrej Dostál.

## Historie
Zakládajícími členové OKS byli členy Občanského konzervativního společenství, neformálního názorového sdružení, které vzniklo 19. května 2001 v Martině. Jeho část tvořili tehdejší poslanci Národní rady, kteří vystoupili z Demokratické strany po zvolení nového vedení v čele s Ľudovítem Kaníkem. Původně byl na sněmu zvolen předsedou František Šebej, ten však nesouhlasil se zvolením Ľudovíta Kaníka za místopředsedu. O přeměně OKS na politickou stranu rozhodlo celoslovenské shromáždění 10. listopadu 2001 ve Zvolenu.
OKS v roce 2002 neúspěšně jednala o předvolební spolupráci s KDH a SMK, nakonec se rozhodla jít do voleb samostatně. V parlamentních volbách v roce 2002 strana kandidovala jako číslo 7 s programem Výzva pro Slovensko a získala 9 422 hlasů a 0,32%.
Druhý republikový sněm se konal 31. května 2003 a vedení zůstalo téměř nezměněno. Strana na sněmu také podpořila kandidaturu Františka Mikloška na prezidenta. V následujícím období byla strana aktivní hlavně ve vztahu k referendu o euroústavě. Jediným kandidátem do eurovoleb 2004 se stal Peter Osuský, kandidoval s programem ANO evropské svobodě, NE evropské byrokracii a ve volbách získal 1,00% hlasů.
Před parlamentními volbami v roce 2006 OKS neúspěšně jednala o předvolební spolupráci a koalici s KDH, nakonec opět kandidovala s programem Správná věc do Národní rady samostatně a získala pouze 0,27% a 6 262 hlasů. Nejvíce hlasů získala v okrese Bratislava I-1,23%. Kandidáti OKS však v následných komunálních volbách v roce 2006 získali několik poslaneckých mandátů.
Na republikovém sněmu 23. září 2006 bylo zvoleno nové kolektivní vedení, které vedlo OKS do následujícího sněmu v roce 2007. Na republikovém sněmu 29. září 2007 byl předsedou strany zvolen Petr Zajac. Na republikovém sněmu 11. října 2008 byl zvolen za čestného předsedu Fedor Gál. OKS také prohlásila podporu Ivety Radičové v prezidentských volbách 2009 a schválila společnou kandidátku s KDS do voleb do Evropského parlamentu 2009, ve volbách však získali pouze 2,10%.
Ve volbách do orgánů samosprávných krajů v listopadu 2009 strana získala čtyři mandáty (3 v Bratislavském kraji a 1 v Žilinském kraji) a po několika koaličních jednáních OKS kandidovala ve volbách do Národní rady SR konajících sa 12. června 2010, kdy někteří členové strany získali dostatek preferenčních hlasů na to aby se dostali do NR SR na kandidátce liberální strany Most-Híd
V prezidentských volbách v roce 2024 strana podporovala diplomata a bývalého ministra zahraničních věcí Ivana Korčoka.

## Volební výsledky

### Parlamentní volby
| Rok voleb | Počet hlasů | Hlasy v % | Mandáty |
| --------- | ----------- | --------- | ------- |
| 2002      | 9 422       | 0,32%     | 0       |
| 2006      | 6 262       | 0,27%     | 0       |

### Evropské volby
| Rok voleb | Počet hlasů | Hlasy v % | Mandáty |
| --------- | ----------- | --------- | ------- |
| 2004      | 7 060       | 1%        | 0       |
| 2009      | 17 409      | 2,10%     | 0       |

## Předsedové strany
- Peter Tatár: 2001–2006
- Peter Zajac: 2007–2012
- Ondrej Dostál: od 2012